# Elgar Howarth
Elgar Howarth (Cannock, Staffordshire, 4 de noviembre de 1935-13 de enero de 2025) fue un director de orquesta y compositor inglés.

## Biografía
Howarth estudió en la década de 1950 en la Universidad de Mánchester y en el «Royal Manchester College of Music» (el predecesor de la «Royal Northern College of Music»), donde tuvo como compañeros de estudios a los compositores Harrison Birtwistle, Alexander Goehr, Peter Maxwell Davies y al pianista John Ogdon. Juntos formaron «New Music Manchester», un grupo dedicado a las representaciones de música serial y otras obras modernas.
Ha trabajado con las principales orquestas británicas, así como con muchas orquestas de todo el mundo, principalmente de Europa. Ha dirigido numerosas óperas, y estrenado en 1978 Le Grand Macabre, de György Ligeti, en la Grand Opera de Estocolmo y en 1981, Gawain, de Harrison Birtwistle, en la Royal Opera House en Londres.
Como compositor y ex trompetista, escribe principalmente para los metales. El trompetista sueco Håkan Hardenberger ha estrenado varias de sus obras para corneta, incluidas el Cornet Concerto, Canto, y Capriccio.
Howarth ha hecho una enorme contribución al moderno repertorio de la banda de música de metales. Muchas de sus obras se graban, en particular por la «Grimethorpe Colliery Band» y la «Eikanger-Bjørsvik Band» .